# Feliks Wiślicki
Feliks Wiślicki (ur. 18 maja 1866 w Warszawie, zm. 13 marca 1949 w Euzenbuhl) – polski inżynier chemik nazywany ojcem polskiego sztucznego jedwabiu.

## Życiorys
Syn Markusa i Marii z Rothaubów. Od młodych lat był zaangażowany w socjalistyczną działalność polityczną tzw. II Proletariatu, za co był wielokrotnie aresztowany i więziony m.in. w Cytadeli. Zagrożony zesłaniem opuścił Warszawę i zamieszkał w Szwajcarii, gdzie rozpoczął studia z zakresu chemii na Politechnice w Zurychu. W 1889 ukończył je uzyskując tytuł inżyniera, promotor jego pracy dyplomowej Georg Lunge, widząc wiedzę i talent Wiślickiego, polecił go hrabiemu Hilaire’owi Bernigaudowi de Chardonnet, który był wynalazcą nowej technologii uzyskiwania sztucznego jedwabiu. W 1894 rekomendowany przez Chardonetta rozpoczął pracę w niewielkiej fabryce sztucznego jedwabiu w szwajcarskim Kessel–Spreitenbach, rok później korzystając z dalszego wsparcia hrabiego przeniósł się do Francji, gdzie kontynuował pracę w dużych zakładach w Besançon. Prowadził badania nad zastosowaniem tańszej od bawełnianej celulozy drzewnej, ale bez powodzenia. Wysoko oceniano jego działalność badawczą i organizacyjną, w związku z tym skierowano go do nowo budowanych zakładów włókien sztucznych w Tubize w Belgii, gdzie został dyrektorem technicznym. W 1904 właściciele zaplanowali rozpoczęcie produkcji włókien sztucznych we wschodniej Europie, dzięki wstawiennictwu Feliksa Wiślickiego nowy zakład  zlokalizowano we wsi Wilanów koło Tomaszowa. Plany rozwoju zatrzymał wybuch rewolucji w 1905, powrócono do nich w 1911 powołując Towarzystwo Akcyjne Tomaszowskiej Fabryki Sztucznego Jedwabiu. Feliksa Wiślickiego powołano na kierownika powstającego zakładu odpowiedzialnego za jego budowę, uruchomienie i prowadzenie produkcji sztucznych włókien kolodionowych. Uruchomienie produkcji miało miejsce 1 maja 1912. Podczas I wojny światowej produkcję początkowo ograniczono, a następnie wstrzymano, a zakład częściowo zdewastowano. Dzięki zaangażowaniu Wiślickiego, po zakończeniu działań wojennych produkcję szybko wznowiono, a w 1921 przestarzałą metodę kolodionową zaczęto zastępować metodą wiskozową. W latach 20. XX wieku zakład stale rozbudowywano i modernizowano, część udziałów nabył kapitał włoski. Asortyment stale się zwiększał, wprowadzono produkcję kordów, włókien ciętych typu wełnianego tzw. argona, lnianego tzw. lintex i tomofanu tzn. celofanu, równocześnie wybudowano wytwórnię dwusiarczku węgla. Poza działalnością produkcyjną Feliks Wiślicki był zaangażowany w sprawy socjalne, dla pracowników fabrycznych powstawały budynki mieszkalne, dom kultury, kasyno, biblioteki, przedszkola i klub sportowy. Mimo kryzysu światowego produkcja zakładów stale wzrastała, w 1938 zapadła decyzja o rozpoczęciu produkcji jedwabiu octanowego, ale wybuch II wojny światowej zniweczył te plany.
Poza pracą związaną z zakładami w Tomaszowie działał w organizacjach branżowych, należał do grona współzałożycieli Związku Przemysłu Chemicznego, a następnie pełnił funkcję jego prezesa. Był członkiem Polskiego Towarzystwa Chemicznego oraz zasiadał w Radzie Opiekuńczej Państwowej Szkoły Chemicznej Przemysłowej w Warszawie. Reprezentował Polskę na międzynarodowych zjazdach chemicznych, w 1934 założył fundację naukową swojego imienia. Nie posiadając własnych dzieci był wyczulony na krzywdę najmłodszych, ufundował w 1934 i wspierał finansowo dom dziecka Jasny Dom w Piasecznie. Po wybuchu II wojny światowej i zajęciu przez Niemców Tomaszowa Mazowieckiego Feliks Wiślicki opuścił zakłady, a w grudniu korzystając z posiadanego paszportu szwajcarskiego wyjechał do Londynu, gdzie został doradcą do spraw przemysłowych Polskiego Rządu na Uchodźstwie. Nie udało się z Polski wyjechać jego żonie Sophii Gustawie Wiślicki-Schönbrunn, która została przez Niemców aresztowana i więziona m.in. w Mauthausen. Po zakończeniu II wojny światowej władze Polskie zachęcały Wiślickiego do powrotu i uczestnictwa w odbudowie przemysłu włókien sztucznych, odmówił tłumacząc się podeszłym wiekiem. Po spotkaniu z żoną podjął decyzję o przeprowadzce do Szwajcarii, gdzie zmarł 13 marca 1949 w Euzenbuhl, tam był początkowo pochowany, a następnie jego prochy przeniesiono na cmentarz w Ullibergu.

## Życie prywatne
Dwukrotnie żonaty, pierwszą żoną była Florentyna Hartman (ślub w 1894), drugą Sophia Gustawa Schönbrunn (ślub w 1931), nie miał dzieci.

## Ordery i odznaczenia
- Krzyż Komandorski Orderu Odrodzenia Polski (11 listopada 1936)[3]
- Krzyż Oficerski Orderu Odrodzenia Polski (10 listopada 1927)[4]
- Złoty Krzyż Zasługi (20 maja 1936)[5]
- Order Leopolda (Belgia)